# Alofa Alofa

a Compétitions nationales et continentales officielles uniquement.

b Matchs officiels uniquement.
Dernière mise à jour le 29 juillet 2024.
Alofa Alofa, né le 12 mars 1991 à Auckland (Nouvelle-Zélande), est un joueur de rugby à XV et à XIII né en Nouvelle-Zélande, de nationalité australienne et d'origine samoane. Il évolue avec le club du Stado Tarbes en Nationale depuis 2022. Il peut occuper les postes d'ailier, de centre ou d'arrière.

## Biographiques
Alofa Alofa est né à Auckland en Nouvelle-Zélande de parents d'origine samoane, mais émigre en Australie avec sa famille à l'âge de quatre ans.

## Carrière

### En club
Alofa Alofa commence par jouer au rugby à XIII dans sa jeunesse à Canterbury dans la banlieue de Sydney, jusqu'à être repéré par un recruteur des Sydney Roosters en 2010. Il rejoint alors le centre de formation du club, avec qui il joue dans un premier temps avec l'équipe des moins de 20 ans, disputant la National Youth Competition,. Joueur prometteur, initialement considéré comme le potentiel successeur au poste d'arrière d'Anthony Minichiello, il est retenu en 2012 dans l'effectif professionnel des Roosters pour disputer la National Rugby League. Toutefois, il ne parvient pas à s'imposer, et doit se contenter de jouer en NSW Cup avec les Newtown Jets (équipe réserve des Roosters),. Il remporte toutefois la compétition, après une finale gagnée face aux Balmain Tigers,.
Voyant son avenir à XIII bouché, il décide alors de changer de code en 2013 pour rejoindre le rugby à XV, et le club de West Harbour en Shute Shield. Il effectue alors une bonne première saison, où il inscrit treize essais en dix-sept matchs. En juin de la même année, il joue avec une équipe de Barbarians issus des clubs de Shute Shield contre l'Argentine,.
Grâce à sa bonne première année à XV, il obtient un contrat professionnel avec la franchise des Waratahs en Super Rugby,. Il joue son premier match sous ses nouvelles couleurs en février 2014 à l'occasion d'un match de préparation contre les Blues. Il fait ses débuts officiels en Super Rugby lors du match d'ouverture de la saison 2014 contre la Western Force. Malgré son inexpérience, et la qualité de l'effectif des Waratahs, Alofa parvient à s'imposer rapidement comme un titulaire au poste d'ailier, et inscrit cinq essais en quinze matchs,. Il est titulaire lors de la finale de ma compétition, que son équipe remporte face aux Crusaders.
Après une unique saison avec les Waratahs, il décide de rejoindre le Stade rochelais, récemment promu en Top 14. Il effectue des débuts remarqués dès son arrivée en France, en inscrivant un essai lors de son premier match à Toulon, puis un doublé pour ses débuts à domicile contre Toulouse. Il devient rapidement un élément important pour le club rochelais, participant pleinement à son maintien en élite,. La saison suivante est cependant beaucoup plus difficile, dans la mesure où il se blesse gravement au genou dès le début de la saison. Il ne fait son retour à la compétition qu'en avril 2016, et dispute cinq rencontres avant la fin de la saison. Cette deuxième saison délicate se traduit pour lui par une dépression et des problèmes d'alcool, qu'il peine à surmonter. Au terme de cette saison, il ne parvient pas à trouver un accord avec les dirigeants rochelais concernant une prolongation de contrat, et quitte le club.
Sans club, il rentre brièvement en Australie, et joue quelques matchs avec le club de Randwick en Shute Shield,.
En août 2016, il signe un contrat d'un an avec le club anglais des Harlequins, évoluant en Premiership,. Après quelques premiers matchs encourageants, il prolonge son contrat pour deux saisons supplémentaires.
Après trois saisons en Angleterre, il rejoint en 2019 l'Aviron bayonnais, qui viennent de retrouver le Top 14 après deux ans d'absence. Beaucoup utilisé par le club basque, il joue quinze rencontres avant l'arrêt de la compétition en mars 2020 à cause de la pandémie de Covid-19. La saison suivante, il joue cinq rencontres avant d'être mis à pied en novembre 2020 pour des raisons extra-sportives. Il est licencié quelque temps plus tard.
Il retourne vivre en Australie après son départ de Bayonne, et retrouve son ancien club de West Harbour pour la saison 2021 de Shute Shield.
Après deux saisons à West Harbour, il effectue un troisième retour en France, s'engageant avec Stado Tarbes en Nationale (troisième division). Il ne joue qu'une saison avec cette équipe, avant de quitter le club en juin 2023,.

### En équipe nationale
Alofa Alofa est sélectionné pour la première fois en équipe des Samoa en octobre 2014. Il honore sa première cape internationale le 14 novembre 2014 contre l'équipe du Canada à Vannes.

## Statistiques en équipe nationale
- 8 sélections en équipe des Samoa entre 2014 et 2018
- 0 points (0 essais)

## Palmarès

### Rugby à XIII
- Vainqueur de la NSW Cup en 2013 avec les Newtown Jets.

### Rugby à XV
- Vainqueur du Super Rugby en 2014 avec les Waratahs.